# Mix Speaker's,Inc.
Mix Speaker's,Inc.（ミックス・スピーカーズ・インク）は、かつて存在した日本のヴィジュアル系バンド。

## メンバー
NIKA
ボーカル担当。宮城県出身。8月13日生まれ、血液型A型。MoNoLithの元メンバー。
MIKI
ボーカル担当。岩手県北上市出身。2月7日生まれ、血液型AB型。 ISABELLE、SCISSORの元メンバー。
AYA
ギター担当。兵庫県出身。3月17日生まれ、血液型O型。Psycho le Cémuのメンバー。
keiji
ギター担当。兵庫県出身。1月19日生まれ、血液型O型。カミカゼ少年團の元メンバー。
seek
ベース担当。兵庫県姫路市出身。9月14日生まれ、血液型AB型。Psycho le Cémuのメンバー。
S
ドラムス担当。7月28日生まれ、血液型O型。カミカゼ少年團の元メンバー。

### 旧メンバー
YUKI
ボーカル担当。滋賀県出身。2月9日生まれ、血液型B型。エグリゴリの元メンバー。

## 来歴
AYAとMIKIを中心として、2006年12月1日から「設立」準備を開始。同年12月20日に自主制作音源『Mix Speaker's,BOX』を発売。後の2007年2月19日にMix Speaker's,Inc.を「設立」。同年4月13日から2008年 4月13日まで、「1st Story  MONSTERS」として「モンスターによる会社」をテーマに掲げて活動する。
続いて、2008年11月20日から2009年12月31日まで、「2st Story Wonder Traveling」として「不思議宇宙の旅」をテーマに活動を展開する。この間、シングル「誘ワク星リズム」がオリコンチャートのインディーズランキングで初登場4位を記録する。
2010年2月10日からは「3rd Story Mix Land」として、「移動式遊園地の世界」をテーマに掲げて活動している。2012年、シングル「Shiny tale」が2012年3月5日付のオリコンCDシングル週間ランキングで初登場32位を記録する。
2013年12月9日に2014年4月19日をもってボーカルYUKIが脱退することをオフィシャルサイトにて発表。
2014年12月7日よりボーカルNIKA加入。
2017年8月23日に2018年2月25日をもって解散することをオフィシャルサイトにて発表。
2018年2月25日にEX THEATER ROPPONGIにてラストライブを開催。これをもって解散。

## 音楽性
「創作・表現者集団」を名乗っており、ヴィジュアル系バンドの中でも特に「ファンタジー系」と称されるバンド。メンバーのseekは、Mix Speaker's,Inc.の活動について「音楽を基盤としつつ、エンターテイメントとして様々なストーリーを創り、それに付随する音楽や映像、アートワークを表現している」と発言している。
音楽面ではツインボーカル体制を取っている。メンバーのAYAは、ツインボーカルについて「それまでヴィジュアル系バンドでツインボーカルのバンドはいなかったので、ツインボーカルにする点だけは譲れなかった」「双子っぽいツインボーカルで表裏一体な感じを出せば、ヴィジュアル系っぽいキャラクター付けも成立させられると考えた」と発言している。

## 影響
seekは筋肉少女帯の大槻ケンヂからの影響を語っている。

## ディスコグラフィ

### シングル
1. Mix Speaker's,BOX（2006年12月20日発売）
  - 1000枚限定で発売された[3]。2007年3月28日には、新曲を追加収録した「通常盤」が発売されている[12]。
2. "MONSTART"Family（2007年10月31日発売）
3. My wish「Horror」X'mas（2007年12月19日発売）
4. Identification Card（2008年8月13日発売）
  - 会場・通販限定発売
5. ロミオのメロディー（2009年4月1日発売）
6. 誘ワク星リズム（2009年7月1日発売）
7. シンデレラ（2010年7月3日発売）
  - 会場限定発売
8. Midnight Queen（2010年9月29日発売）
9. CIRCUS（2011年3月9日発売）
10. Shiny tale（2012年2月22日発売）
11. SKY HEAVEN（2012年9月4日発売）
12. HELL FIRE（2013年6月26日発売）
13. the end（2013年11月20日発売）

### フル・アルバム
1. MONSTERS～ポケットの中にはJUNK STORY～（2008年2月13日発売）
2. BIG BANG MUSIC!（2009年9月23日発売）
3. It's a Dream World（2011年6月22日発売）
4. Magical Show Invitation（2014年2月19日発売）

### ミニ・アルバム
1. Friday Night "MONSTIME"（2007年6月13日発売）
2. Wonder Traveling（2008年10月22日発売）
3. ANIMAL ZOMBIES（2010年4月7日発売）
4. SEAPARADISEの秘宝（2012年5月23日発売）
5. Hello Ghost House（2015年4月22日発売）

### ベスト・アルバム
1. NEVER ENDING STORY（2010年6月16日発売）

### 映像作品
1. 13's CLUB（2007年12月7日発売）
2. MONSTER WARS～GRAND FINALE～（2008年4月13日発売）
3. [Departure]～Space Musical Parade～（2009年4月1日発売）
4. [BIG BANG MUSIC!]～線路は続くよどこまでも～（2010年4月7日発売）
5. RAINBOW CIRCUS～6匹のピエロとモノクロサーカス団～（2011年4月22日発売）
6. promise～星降る遊園地～2013.02.03@渋谷公会堂&9clips（2013年4月23日発売）

## 参加作品
- CRUSH! -90's V-Rock best hit cover songs-（2011年1月26日発売）
  - CASCADEの『S.O.S ロマンティック』をカバー[13]。

## タイアップ一覧
| 使用年 | 曲名         | タイアップ                                               |
| ------ | ------------ | -------------------------------------------------------- |
| 2011年 | 傘の下の世界 | テレビ東京系『Vの流儀』6月度エンディングテーマ           |
| 2012年 | Shiny tale   | テレビ東京系アニメ『男子高校生の日常』オープニングテーマ |
| 2012年 | Capsule      | テレビ東京系アニメ『男子高校生の日常』挿入歌             |
| 2012年 | ONESTAR      | TBS系『ランク王国』6・7月度エンディングテーマ            |
| 2013年 | HELL FIRE    | テレビ埼玉『HOT WAVE』6月エンディングテーマ              |
| 2013年 | the end      | テレビ埼玉アニメ『殺し屋さん』主題歌                     |